# Арсо
Арсо́ (фр. Arceau) — коммуна во Франции, находится в регионе Бургундия. Департамент коммуны — Кот-д’Ор. Входит в состав кантона Мирбо-сюр-Без. Округ коммуны — Дижон.
Код INSEE коммуны — 21016.

## Население
Население коммуны на 2010 год составляло 708 человек.
| 1962 | 1968 | 1975 | 1982 | 1990 | 1999 | 2010 |
| ---- | ---- | ---- | ---- | ---- | ---- | ---- |
| 351  | 356  | 367  | 456  | 526  | 569  | 708  |

## Экономика
В 2010 году среди 489 человек трудоспособного возраста (15—64 лет) 363 были экономически активными, 126 — неактивными (показатель активности — 74,2 %, в 1999 году было 73,2 %). Из 363 активных жителей работали 353 человека (189 мужчин и 164 женщины), безработных было 10 (2 мужчин и 8 женщин). Среди 126 неактивных 39 человек были учениками или студентами, 55 — пенсионерами, 32 были неактивными по другим причинам.